# Kendeho vila
Kendeho vila je prvorepublikový rodinný dům nedaleko historického centra Českých Budějovic. Od roku 2023 je chráněnou kulturní památkou České republiky, přičemž Národní památkový ústav uvádí, že je „kvalitou zpracování interiérových dekorací“ srovnatelná s významem Hardtmuthovy vily.

## Historie
Vilu v Otakarově ulici nechal v roce 1920 postavit ředitel důlního podniku v nedalekém Poříčí Viktor Konrad, od něhož objekt o tři roky později získal židovský podnikatel Josef Kohn, jenž se rozhodl rodinné příjmení změnit na Kende. Tato významná židovská rodina byla v době druhé světové války z větší části vyvražděna v nacistických koncentračních táborech, ať v Terezíně, Osvětimi, Mauthausenu, Dachau či ve Flossenbürgu, kde například zahynul ani ne 18letý gymnazista Harry Kende. Na českobudějovickém židovském hřbitově je pochován jediný z přeživších, hudební skladatel Rudolf Kende (1910–1958).
Dům byl zabaven nacisty, kteří do něj následně umístili sídlo své bezpečnostní složky Sicherheitspolizei SD.
Město České Budějovice projevilo o koupi objektu zájem a plánuje v něm založit nové muzeum, jež by připomínalo život a osudy židovských obyvatel města. Spolek Paměti národa navrhl před dům vložit kameny zmizelých, jak už se stalo například v případě studenta Kendeho před budovou gymnázia Česká.
V únoru 2023 se na návrh architekta Vladimíra Musila z Klubu přátel Českých Budějovic podařilo stavbu zapsat mezi památkově chráněné objekty.
Dne 8. května 2024 byla slavnostně otevřena vila pro veřejnost, kdy byla zpřístupněna organizací Post Bellum - Pamět národa Jižní Čechy. 

## Popis

### Exteriér
Jde o třípatrový objekt se zahradou, v níž se zachovala torza originálního schodiště, ozdobného zábradlí a podstavců váz. Jedna z váz se dochovala i jako součást vstupní balustrády.
Stavbu řešil budějovický stavitel Josef Hauptvogel, jenž je mimo jiné známý jako zhotovitel dalších významných českobudějovických staveb, a to včetně budovy dnešního Jihočeského muzea nebo Lamezanovy vily.

### Interiér
Ministerstvo kultury na vile oceňuje především interiér s bohatou řezbářskou výzdobou, která zdobí obzvláště přízemí. O interiérové výzdobě se mluvčí zmíněného ministerstva vyjádřila jako o „naprosto ojedinělé, nevídané a honosné“.
V interiéru se rovněž dochovaly cely, jež zde byly nacisty zřízeny a využívány v době druhé světové války.

## Galerie

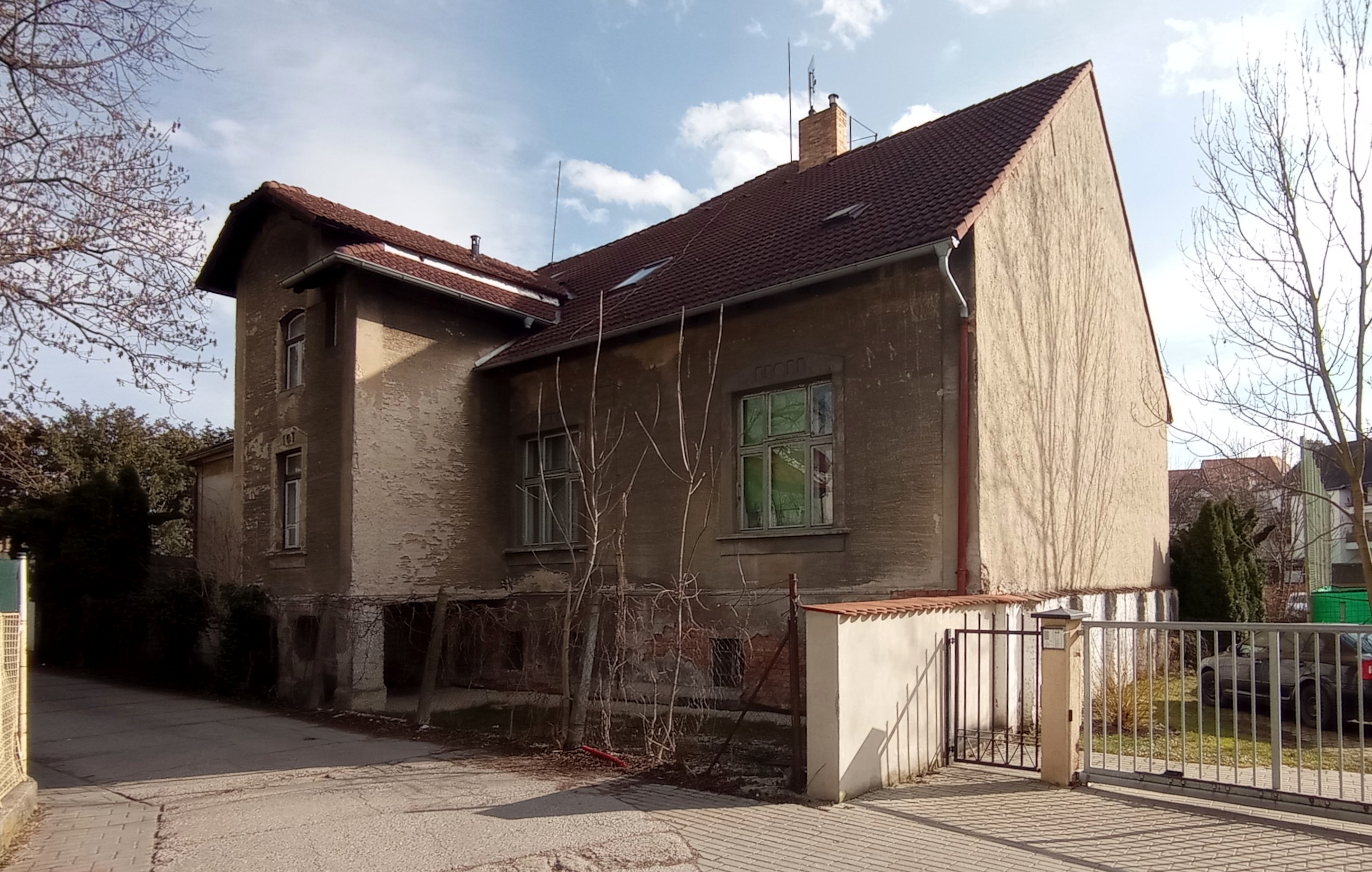
Severozápadní část
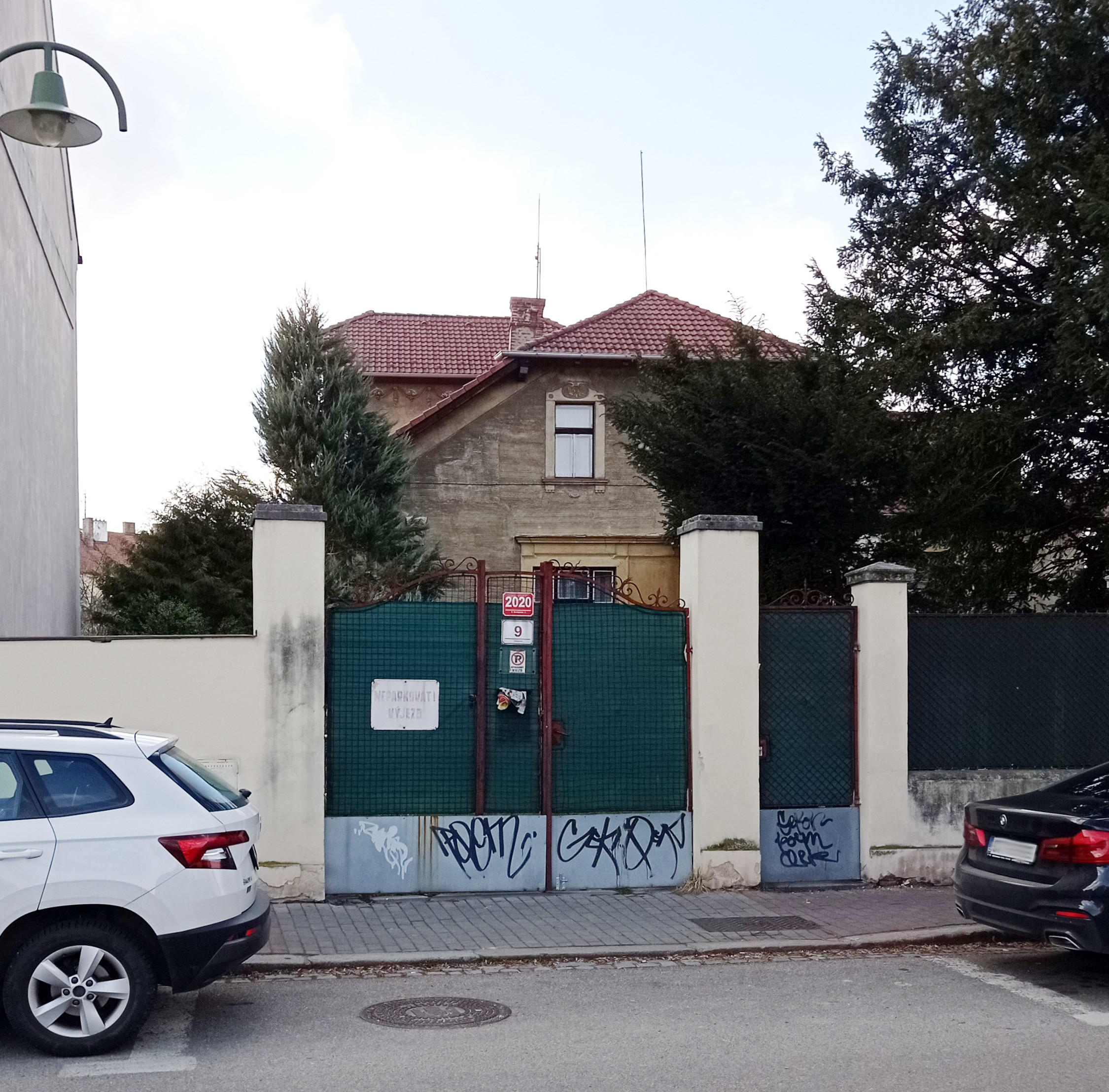
Pohled z ulice
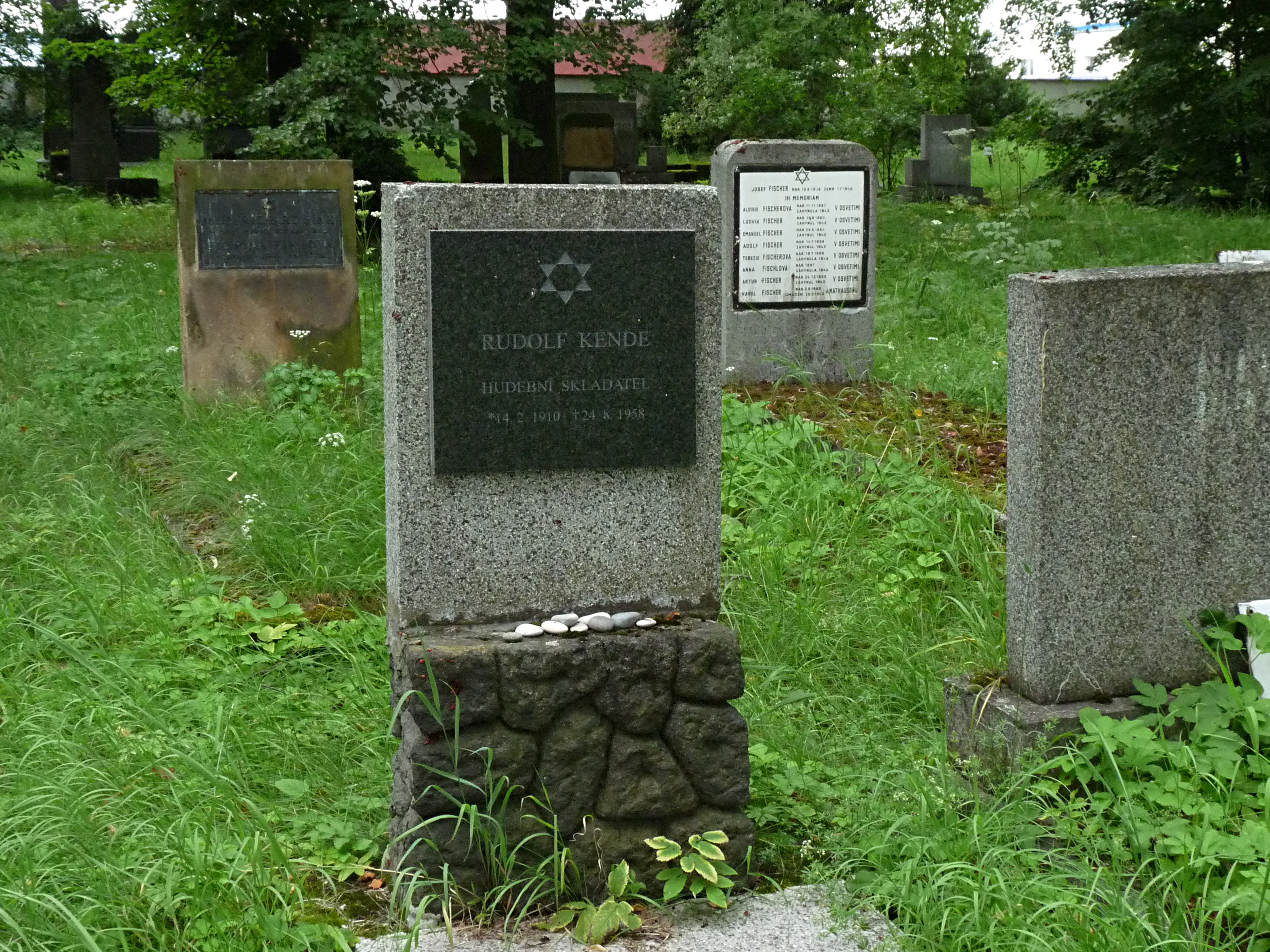
Hrob skladatele R. Kendeho
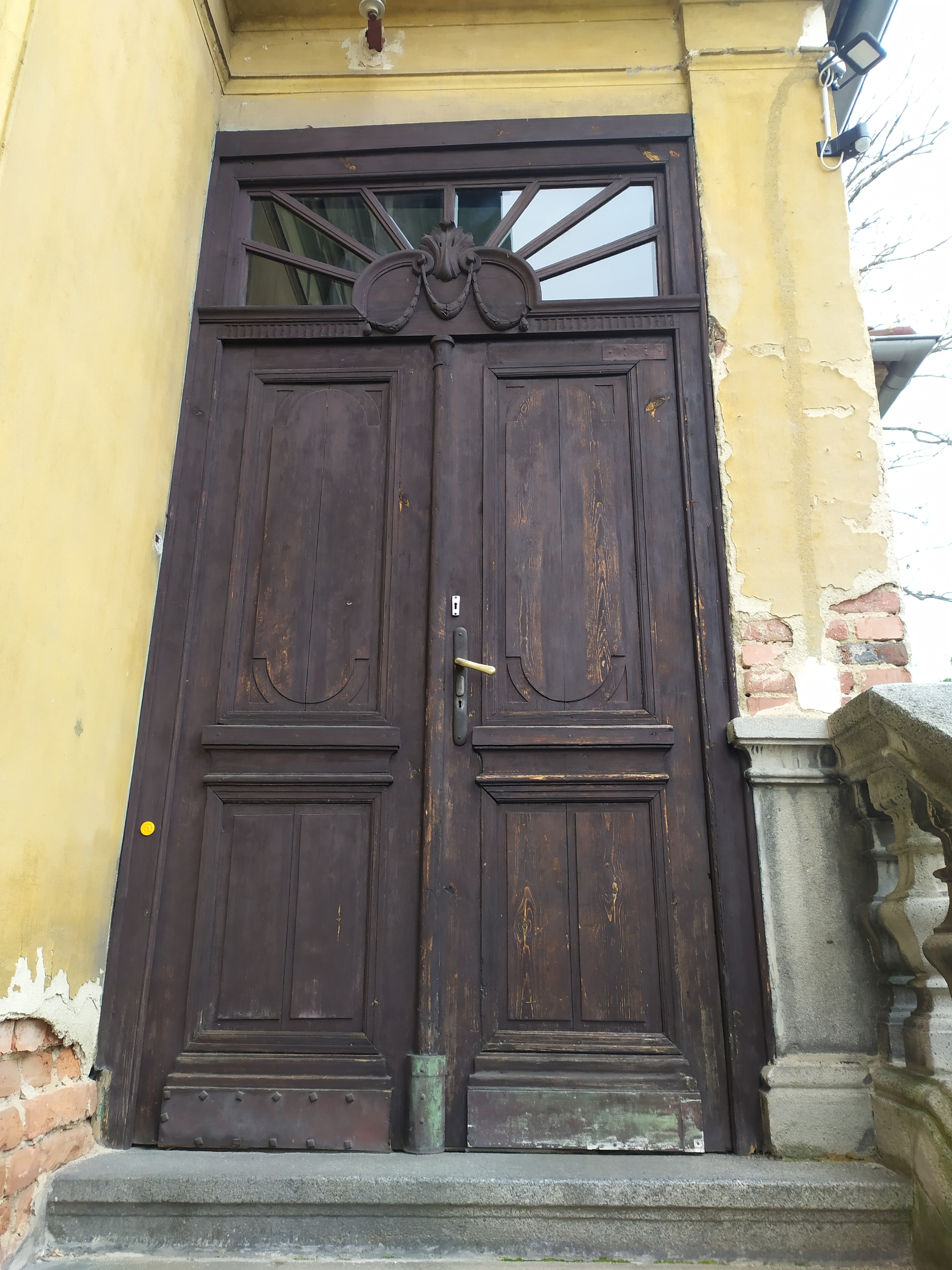
Vchodové dveře
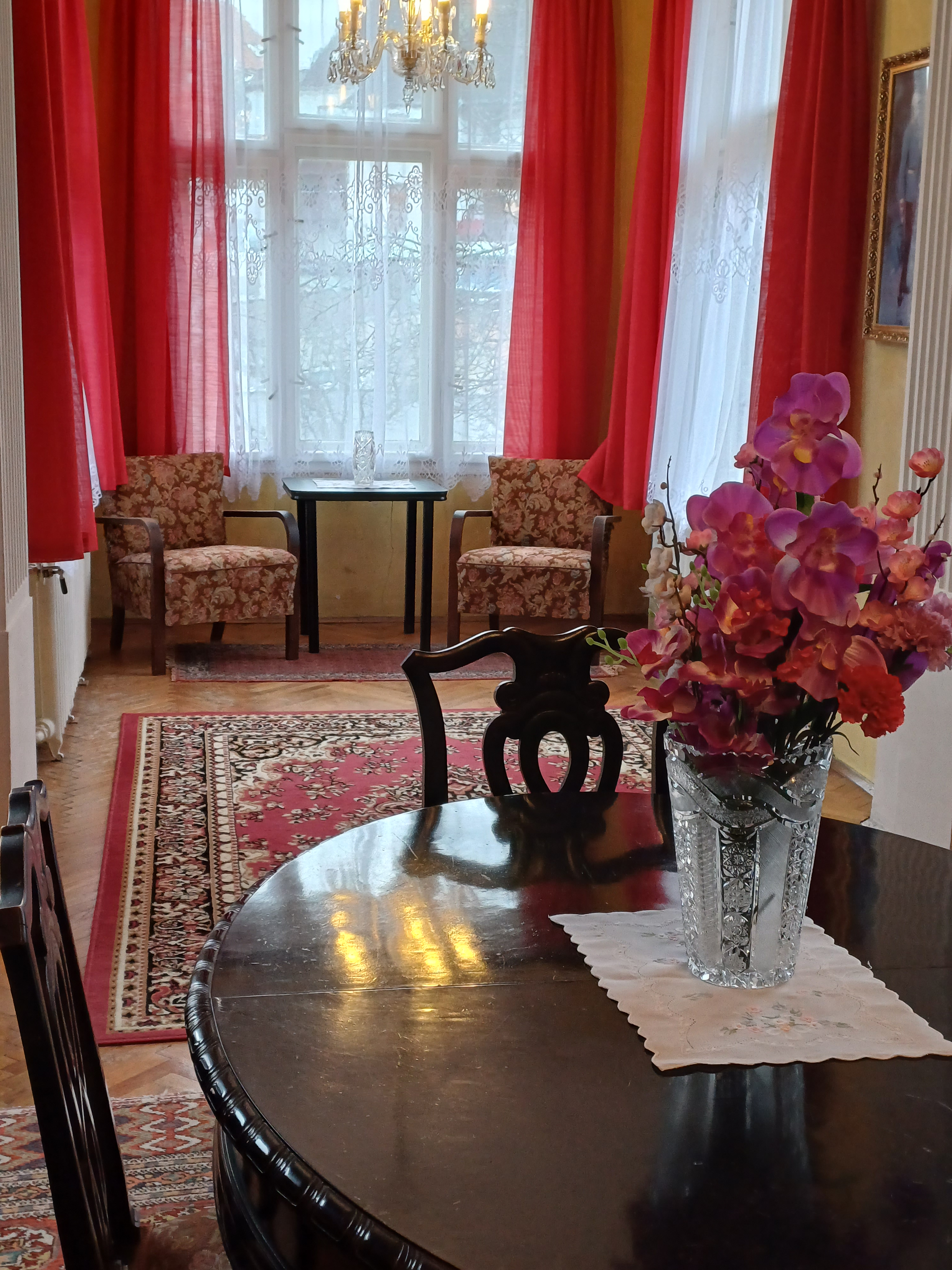
Společenský pokoj
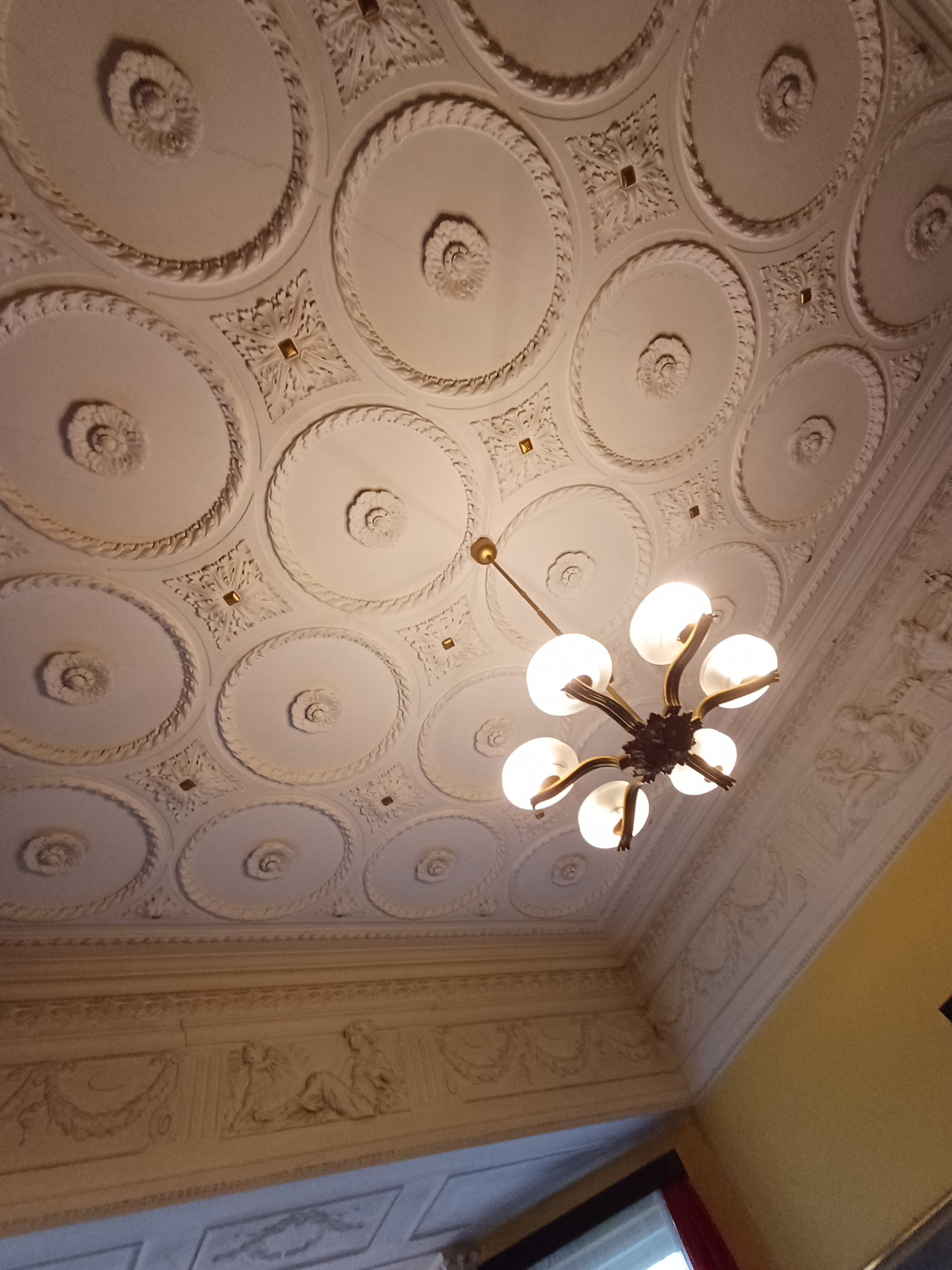
Strop společenského pokoje
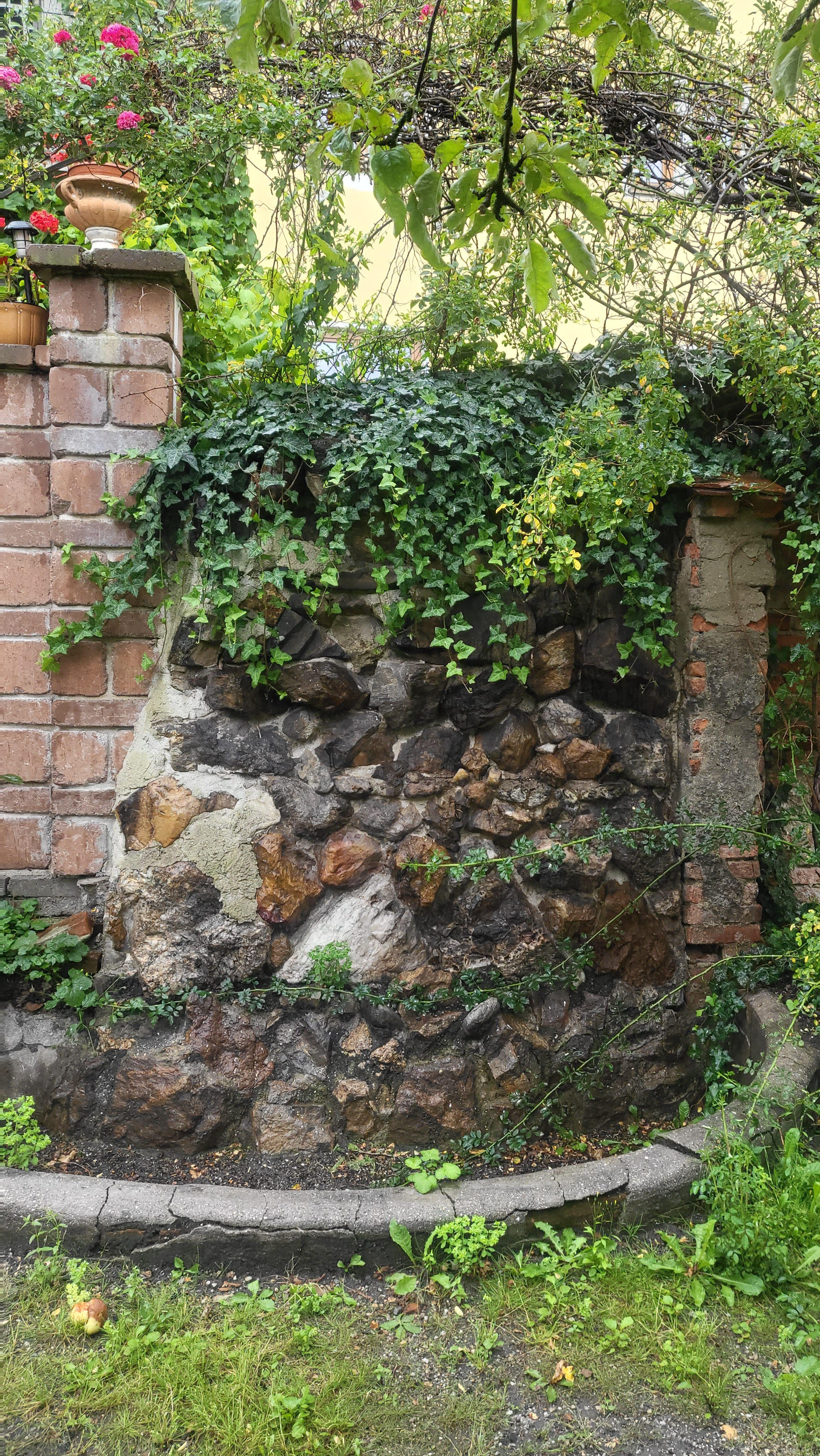
Vodopád v zahradě